# Tanya Wilson
Tanya Denise Wilson (13 juin 1950), est une reine de beauté américaine, couronnée miss Hawaï USA 1972 puis miss USA 1972. En tant que miss USA, elle représente les États-Unis au concours Miss Univers 1972, où elle se classe dans les douze premières. 

## Source de la traduction
- (en) Cet article est partiellement ou en totalité issu de l’article de Wikipédia en anglais intitulé « Tanya Wilson » (voir la liste des auteurs).